# Leffrinckoucke
Leffrinckoucke (westflämisch Leffrinkhoeke) ist eine französische Stadt mit 4101 Einwohnern (Stand: 1. Januar 2022) im Département Nord in der Region Hauts-de-France. Sie gehört zum Arrondissement Dunkerque und zum Kanton Dunkerque-2. Die Einwohner werden Leffrinckouckois genannt.

## Geografie
Leffrinckoucke gehört zu den nördlichsten Gemeinden Frankreichs. Sie grenzt im Norden und Nordosten an die Nordsee mit einem drei Kilometer langen Strand. Umgeben wird Leffrinckoucke von den Nachbargemeinden Ghyvelde im Osten, Uxem im Südosten, Téteghem im Südwesten sowie Dünkirchen im Westen.
Durch die Gemeinde führt die Autoroute A16.

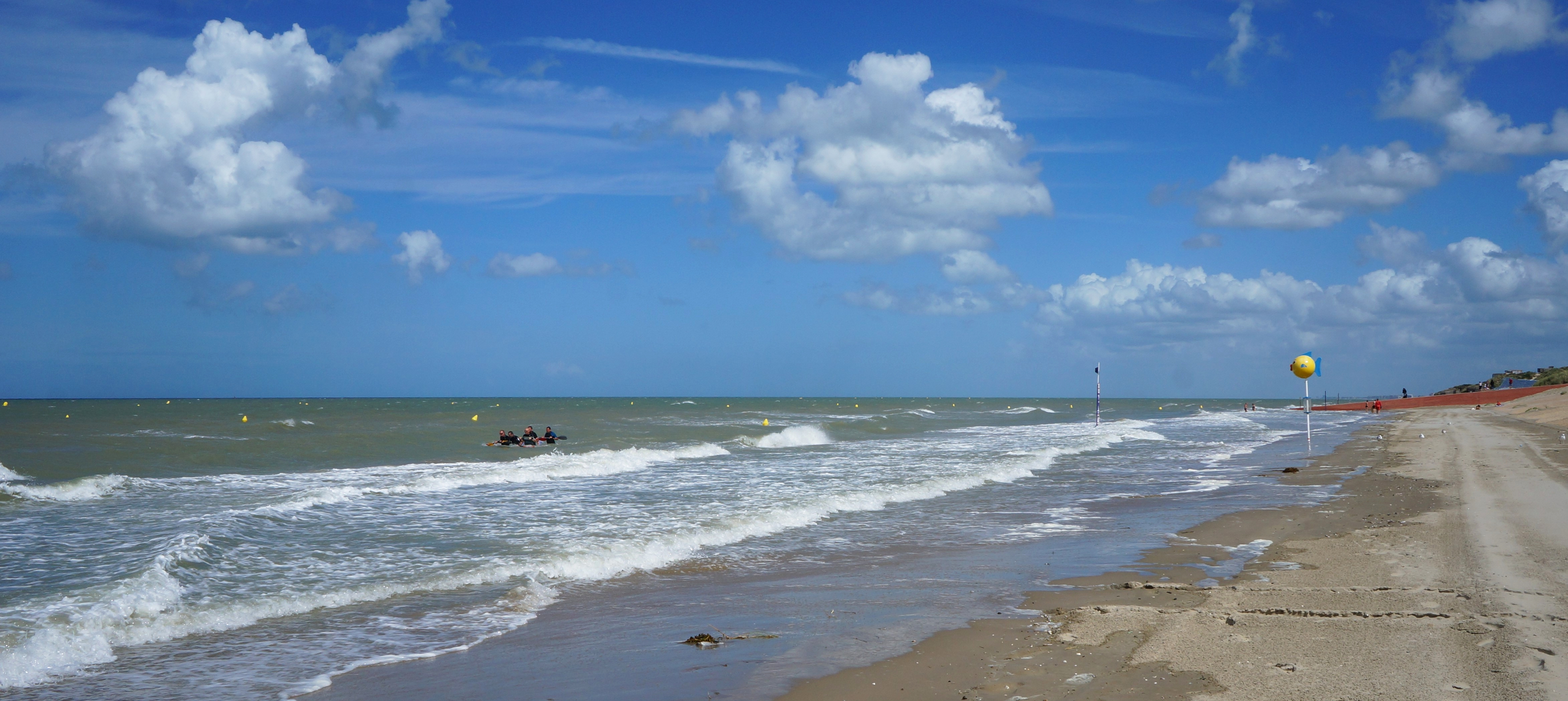
Strand bei Leffrinckoucke

## Geschichte
Die Menapier siedelten in der Gegend. Erwähnt wird Leffrinckoucke erstmals 1241 in einer Urkunde Thomas II. von Piemont, Graf von Flandern.
1874 wurde das Fort in den Dünen angelegt. Etwas später, 1879, die Batterie von Zuydcoote. Im Ersten Weltkrieg befand sich hier ein Flugfeld. Diese Einrichtungen wurde im Zweiten Weltkrieg von der Wehrmacht in den Atlantikwall integriert.

## Bevölkerungsentwicklung
| Jahr                       | 1962 | 1968 | 1975 | 1982 | 1990 | 1999 | 2006 | 2012 | 2020 |
| Einwohner                  | 2509 | 3192 | 5307 | 5244 | 4641 | 4949 | 4571 | 4411 | 4150 |
| Quellen: Cassini und INSEE |      |      |      |      |      |      |      |      |      |

## Sehenswürdigkeiten

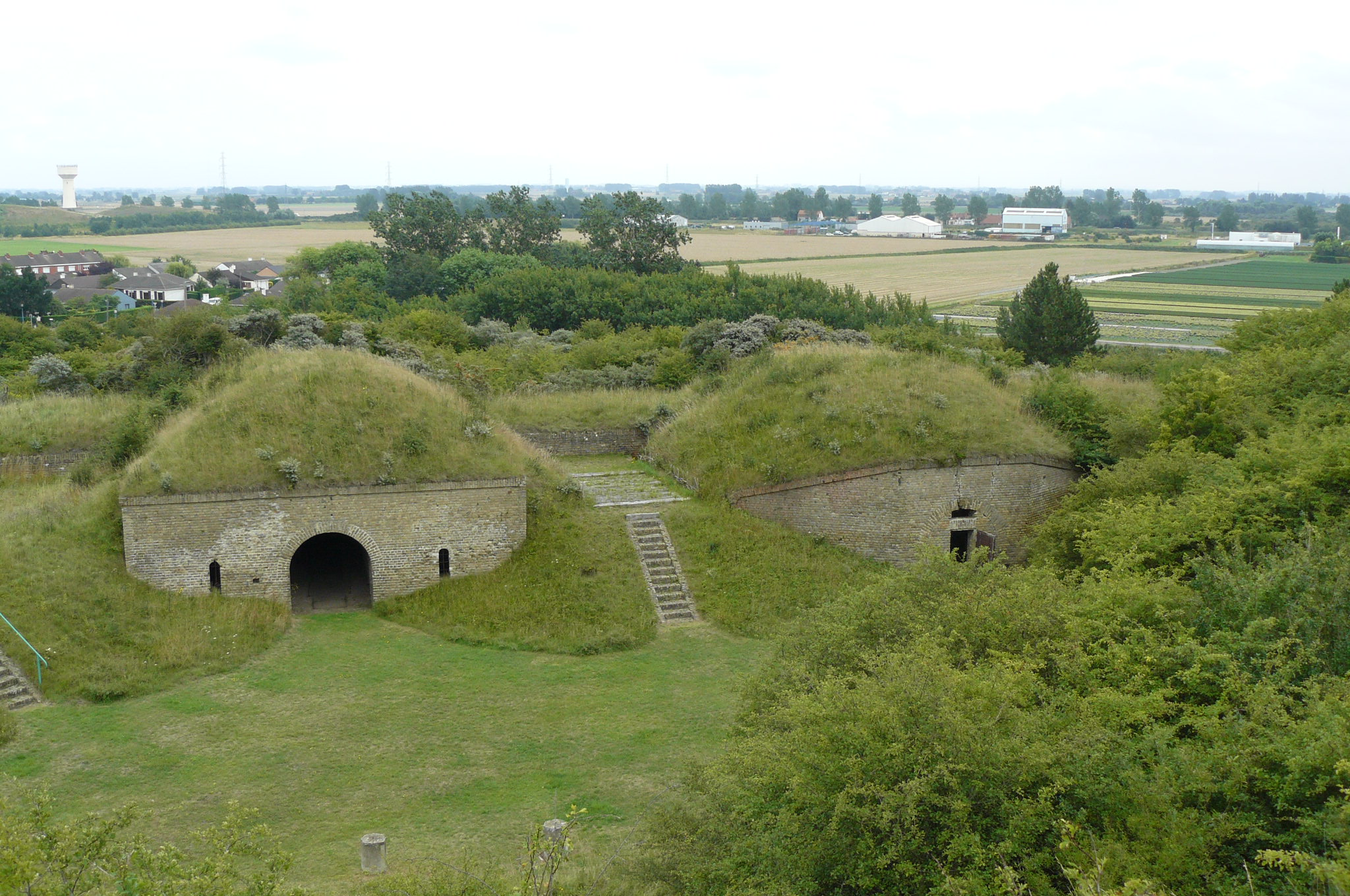
„Fort des Dunes“

- Kirche Jésus-Ouvrier

## Städtepartnerschaft
Mit der polnischen Stadt Węgorzewo in der Woiwodschaft Ermland-Masuren besteht seit 1992 eine Partnerschaft.

## Persönlichkeiten
- Michel Hidalgo (1933–2020), Fußballspieler und -trainer
- Christian Synaeghel (* 1951), Fußballspieler